# Días de sol
Días de Sol es el nombre del sexto álbum de estudio del rapero mexicano C-Kan, el cuarto a dúo y el primero con el cantante madrileño Pipo Ti. El álbum fue lanzado el 26 de mayo de 2017 por Mastered Trax Latino. Este material es el primer disco de reggae del cantante.
Las canciones Viajando en una nube, Aparece y Déjame en paz fueron lanzadas en 2014 y 2015 dentro de los álbumes Clasificación C, Vol. 1[cita requerida] y Clasificación C, Vol. 2.[cita requerida]

## Grabación
El disco se grabó entre 2014 y 2015, después de las colaboraciones «Viajando En Una Nube», «Aparece» y «Déjame En Paz» que alcanzaron varios millón de visitas, les nace la idea de hacer un disco en conjunto.
En entrevista para NTR Guadalajara, C-Kan dijo, que Pipo Ti viajó hasta su estudio en Guadalajara para grabar las canciones. tenían planeado grabarlas en un mes, pero terminaron el álbum en una semana.

## Contenido

### Portada
La portada es una imagen editada completamente con el rostro de C-Kan y Pipo Ti. Pipo mirando hacia la izquierda y C-Kan hacia la derecha. en medio el logo de C-Kan y Pipo Ti y el título del álbum en la parte inferior derecha. La imagen está dividida en tres colores: Verde, Amarillo y Rojo, de arriba abajo. En el color verde se observa el cielo con dos nubes, la mitad de la cara de los dos artistas y una palmera saliendo de la parte superior derecha. Amarillo: continua la parte inferior de la cara hasta el pecho, el logo de C-Kan y Pipo Ti con el sol de fondo y el título del disco en la parte inferior del color. Rojo: en la parte derecha se observa un bosque lleno de árboles, la playa y el logo de Mastered Trax. En la parte izquierda se pueden ver unas montañas con nieve y el logo de Parental Advisory (ÉXPLICIT CONTENT), al final de la imagen se mira el mar con el sol reflejándose.

### Letras y sonidos
El rapero anunció el título y la fecha de lanzamiento del disco el 15 de mayo de 2017, a través de sus redes sociales. Kan describió a Días de Sol como su «primer álbum de reggae» e indicó decidió explorar de lleno el ritmo y prosa del reggae para escribir las canciones, estudió, analizó y se empapó de la cultura del reggae para no faltarles el respeto a la gente que hace reggae. En una entrevista para Noticias1070 declaró que el título del álbum es porque simplemente les pareció un buen nombre para lo que es el concepto del disco, sin darle tanto nombre al tema. Es un disco nuevo, fresco, diferente de reggae, con matices de Hip hop, explicó Pipo.

“Este disco es como un coctel bastante caribeño con un sabor dulce y amargo.  Todo lo que dice está inmerso en un concepto de verdades; también de lo que debe denunciarse, de protesta, consciencia y responsabilidad”. dijo Pipo.

musicalmente presenta una producción musical más fresca que sus lanzamientos anteriores, pero no deja de tener su esencia. contiene percusiones programadas y sintetizadores respaldados por bajos pulsantes y respaldos vocales procesados así como también algunas guitarras que proveen de «textura» a algunas canciones. el material cuenta diferentes «historias» positivas, de protesta, nuevas experiencias románticas y la Violencia de género.

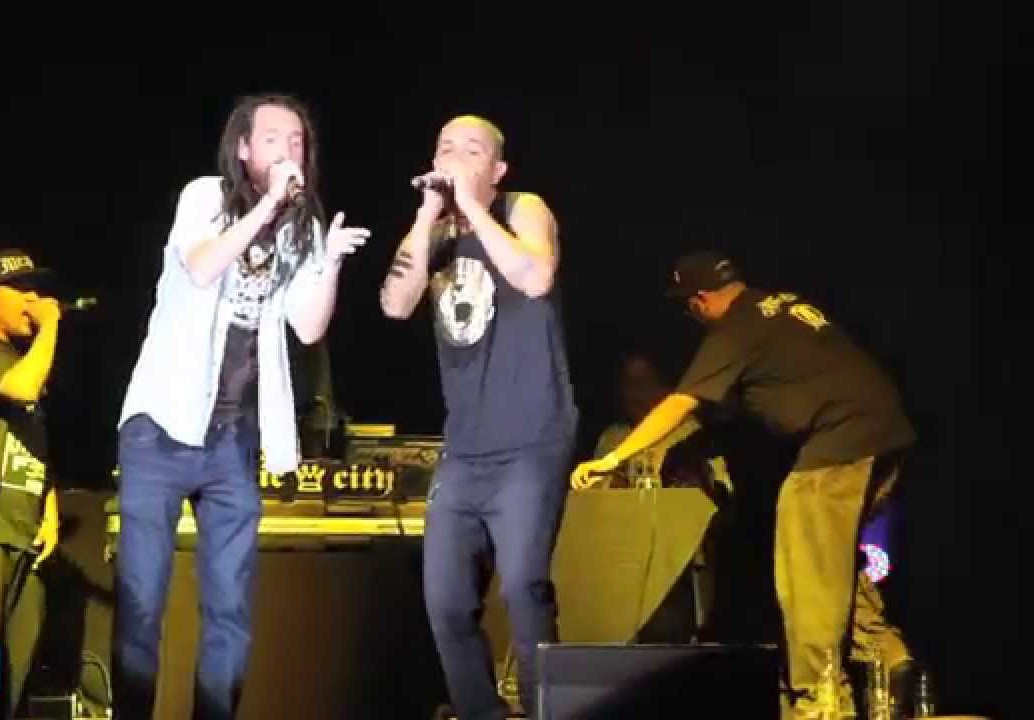
C-Kan y Pipo Ti (Viajando En Una Nube) en vivo

### Contenido musical
C-Kan compuso todas las canciones del álbum, sin embargo, en algunas cuenta con la colaboración de los compositores Toledo, Little, Japanese y Swan Fyahboy. Musicalmente, comprende únicamente los géneros rap y reggae según C-Kan Días de Sol es el «álbum más importante» en su carrera, así como el «más interesante».[cita requerida] El disco inicia con «Esperando Una Llamada», una canción que contiene batería y repique de guitarras. De acuerdo con Pipo, su letra habla acerca de «la primera vez que te enamoras de alguien». La pista que titula al álbum, «Días de Sol)», posee un ritmo «aeróbico» que proporciona una base firme a la voz de Kan y una producción que evoca a su sencillo de 2016, «Cuando El Amor Se Acaba».[cita requerida] Su letra es «más suave y dulce que cualquiera de esos clichés de cuentos de hadas». De acuerdo con Rafa Valles de Video Rola, «Días de Sol» es, líricamente, la mejor canción del disco, seguida por «Tu y Yo», «Esperando Una Llamada» y «Gyal On Fyah».[cita requerida]

## Promoción

### Sencillos
El 26 de mayo de 2017 se estrenó el primer sencillo «De Que Me Sirve», junto con su vídeo musical en el canal de C-Kan.[cita requerida] 
Antes del lanzamiento de Días de Sol, Kan sacó tres canciones; aunque no como sencillos. La primera, «Viajando En Una Nube» uno de los más grandes éxitos del cantante con más de 50 millones de reproducciones, fue lanzado en su segundo álbum Clasificación C, Vol. 1. las siguientes dos «Aparece» y «Dejame En Paz» fueron incluidas en su tercer disco Clasificación C, Vol. 2. Déjame en paz, fue lanzada sin video musical el 17 de marzo del año 2015.

### Otros medios
Desde el lanzamiento del disco los cantantes ofrecieron varias entrevistas de radio para promocionar su álbum, y en programas de cadenas de televisión como Televisa, TV Azteca y Telemundo. Los cantantes interpretaron «Tu y Yo» por primera vez en vivo en el programa de Video Rola: A toda música con Rafa Valles el 14 de julio.[cita requerida]

### Tour
| 8 de julio de 2017      | Cuautitlán Izcalli | México | —                              | — |
| 30 de julio de 2017     | Guadalajara        | México | "Salón Bugambilias"            | — |
| 9 de septiembre de 2017 | Puebla, Puebla     | México | "Salón de Convenciones Serdán" | — |

## Lista de canciones
| N.º | Título                                              | Duración |  |
| 1.  | «Esperando Una Llamada» (feat. Pipo Ti)             | 3:05     |  |
| 2.  | «Días de Sol» (feat. Pipo Ti)                       | 3:24     |  |
| 3.  | «Tú Y Yo» (feat. Pipo Ti)                           | 3:38     |  |
| 4.  | «Muchacha Material» (feat. Pipo Ti, Sporty Loco)    | 3:21     |  |
| 5.  | «Déjame en paz» (feat. Pipo Ti, Alika)              | 3:12     |  |
| 6.  | «Burn Dem» (feat. Pipo Ti, SinFul)                  | 4:25     |  |
| 7.  | «Fumo Mota» (feat. Pipo Ti, Swan Fyahbwoy)          | 3:10     |  |
| 8.  | «911» (feat. Pipo Ti, Japanese)                     | 2:41     |  |
| 9.  | «Cuando La Vida No Importa» (feat. Pipo Ti, Little) | 3:51     |  |
| 10. | «En La Esquina del Baile» (feat. Pipo Ti, Toledo)   | 4:11     |  |
| 11. | «Aparece» (feat. Pipo Ti)                           | 4:13     |  |
| 12. | «Gyal On Fyah» (feat. Pipo Ti)                      | 3:10     |  |
| 13. | «May-Day» (feat. Pipo Ti)                           | 3:29     |  |
| 14. | «De Que Me Sirve» (feat. Pipo Ti)                   | 4:33     |  |
| 15. | «Viajando En Una Nube» (feat. Pipo Ti)              | 4:10     |  |

## Posiciones en listas
| Lista                      | Posición |
| -------------------------- | -------- |
| Estados Unidos (Billboard) | 12       |